# Paul Kurtz
Paul Kurtz (Newark (New Jersey), 21 december 1925 – Amherst (New York), 20 oktober 2012) was een prominente Amerikaanse skepticus en seculiere humanist. Hij wordt "de vader van het seculiere humanisme" genoemd en muntte de term ignosticisme. Hij was hoogleraar in de filosofie aan de State University of New York at Buffalo, en had eerder gedoceerd aan Vassar College, Trinity College, en Union College, en aan The New School for Social Research.
Kurtz publiceerde meer dan 800 artikelen en schreef en redigeerde meer dan 50 boeken. Zijn boeken werden vertaald in meer dan 60 talen. Enkele titels: The Transcendental Temptation, Forbidden Fruit: The Ethics of Secularism, The Courage to Become, en Multi-Secularism: A New Agenda. Een bibliografie die betrekking had op zijn geschriften van 1952 tot 2003 bevatte ongeveer tachtig pagina's.
Kurtz stichtte de uitgeverij Prometheus Books in 1969. Hij is ook de stichter en een tijd voorzitter van het Committee for Skeptical Inquiry (voorheen het Committee for the Scientific Investigation of Claims of the Paranormal (CSICOP)), de Council for Secular Humanism, en het Center for Inquiry. Op 18 mei 2010 trok hij zich terug uit al die functies. Kurtz hernieuwde zijn inspanningen voor het georganiseerde humanisme door The Institute for Science and Human Values en zijn tijdschrift The Human Prospect: A NeoHumanist Perspective in juni 2010 op te richten.
Tijdens de conferentie van de Council of Secular Humanism in Los Angeles (7–10 oktober 2010) waren er duidelijk spanningen over de toekomst van het humanisme toen Kurtz aandrong op een meer toegeeflijke benadering van religie, terwijl zijn opvolgers een meer strijdvaardiger houding wilden. Hij was hoofdredacteur van Free Inquiry, een tijdschrift van de Council for Secular Humanism.
Hij was co-voorzitter van de International Humanist and Ethical Union (IHEU) van 1986-1994. Hij was een Fellow van de AAAS, Humanist Laureate, voorzitter van de International Academy of Humanism en Erelid van Rationalist International. Als lid van de American Humanist Association schreef hij bijdragen voor Humanist Manifesto II. Hij was redacteur van The Humanist, 1967-1978.

## Trivia
- De planetoïde 6629 Kurtz is naar Paul Kurtz vernoemd.[4]